# Тертулл
Тертулл (лат. Tertullus) — римский политический деятель начала V века.
Тертулл был назначен консулом в 410 году узурпатором Приском Атталом. Его коллегой на Востоке был Варан. Однако Тертулл не был признан ни в Восточной Римской империи, ни законным императором Гонорием. В этот год вестготы короля Алариха I разграбили Рим, в то время как западный император скрывался в Равенне. По словам Павла Диакона, Тертулл стремился к императорскому престолу, но в результате был казнен.